# Walter Kremser
Walter Gerhard Friedrich Kremser (* 16. Oktober 1909 in Tartu, Estland; † 7. November 2000 in Iserlohn) war ein deutscher Forstpraktiker und Forstwissenschaftler. Bekannt wurde er vor allem mit forsthistorischen Arbeiten. Mit seiner umfassenden Darstellung Niedersächsische Forstgeschichte. Eine integrierte Kulturgeschichte des nordwestdeutschen Forstwesens (1990) setzte er Maßstäbe in der forstlichen Geschichtsschreibung.

## Leben und Wirken
Der Deutsch-Balte Walter Kremser, Sohn eines Oberforstmeisters, arbeitete in den Jahren 1934 bis 1938 zunächst als Förster, studierte in dieser Zeit jedoch auch Forstwissenschaft und Landeskultur an der Universität seiner Geburtsstadt Dorpat (Tartu). Nach seinem Abschluss 1937 hat er von 1938 bis 1941 als Forstmeister der Forstämter Permisküla und später Roela gewirkt, einem riesigen Amtsbezirk fernab aller Zivilisation nahe an der russischen Grenze. Nach der sowjetischen Annexion des Baltikums im Zweiten Weltkrieg gelangte er 1941 als Umsiedler nach Hannover. Dort arbeitete er zunächst als Revierassistent in einem hannoverschen Klosterforstamt, das er dann auch leitete. Doch bereits 1942 endete diese Tätigkeit, als er die Einberufung zum Kriegsdienst erhielt.
Erst im Jahr 1949 konnte er schließlich wieder nach Deutschland zurückkehren und seine Laufbahn in der Niedersächsischen Landesforstverwaltung fortsetzen. Von 1950 bis 1966 war er im Niedersächsischen Forsteinrichtungs- und Vermessungsamt in Braunschweig tätig, zunächst als Forsteinrichter und seit 1958 als Inspektionsbeamter einer Gruppe von Forsteinrichtern. Durch diese Tätigkeit lernte er nicht nur sämtliche Waldgebiete Niedersachsens kennen, sondern war auch an der Gestaltung von deren zukünftiger Bewirtschaftung an entscheidender Stelle beteiligt. Sein Spezialgebiet waren forstlich-wasserwirtschaftliche Probleme.
Dann wurde Kremser an das Ministerium für Ernährung, Landwirtschaft und Forsten des Landes Niedersachsen berufen, wo er als Landforstmeister und später Oberlandforstmeister von 1966 bis 1974 als Referent für Waldbau, Forsteinrichtung und Waldschutz wirkte. Zu dem Zuständigkeitsbereich des Referats gehörten aber auch Öffentlichkeitsarbeit, Landschaftspflege, Betriebswirtschaft, Fortbildung und Jugendwaldheime. Er verfasste zahlreiche Grundsatzerlasse und formulierte erstmals Richtlinien für die Berücksichtigung der Interessen der Landespflege in den niedersächsischen Landesforsten. Diese führten zur Aufstellung forstlicher Landschaftspläne. Weiter veranlasste er die Einrichtung von Naturwaldreservaten für Lehre und Forschung sowie eine Kartierung der Waldfunktionen für den gesamten Wald in Niedersachsen. 
Unter seiner Oberleitung wurde zudem die Standortkartierung in den niedersächsischen Landesforsten weitgehend abgeschlossen. Die Auswertungen wurden in umfassende Richtlinien für eine langfristige regionale Waldbauplanung umgesetzt, deren Ziel laut Kremser „die Begründung, Pflege und Erhaltung in sich gesunder, gegen äußere Einflüsse und Belastungen möglichst widerstandsfähiger Wälder ist, die nachhaltig sowohl dem Menschen vielfältigen Schutz und Erholung bieten als auch wertvolles Holz produzieren können“. Dies stellte die Weichen für einen ökologisch fundierten Waldbau. Auch an der Bewältigung der Orkankatastrophe vom 13. November 1973 hatte Kremser großen Anteil. Nach der Pensionierung 1974 betreute er als Herausgeber und Schriftleiter von 1977 bis 1980 die fünf Bände umfassende Dokumentation dieser Sturmkatastrophe.
Zudem betätigte sich im Ruhestand als Lehrbeauftragter für Forstgeschichte an der Fachhochschule Hildesheim-Holzminden. Die Forstliche Fakultät der Georg-August-Universität Göttingen verlieh ihm am 15. Dezember 1992 die Ehrendoktorwürde. Kremser war zudem langjähriger Chefredakteur der von der niedersächsischen Forstverwaltung herausgegebenen Schriftreihe Aus dem Walde. Durch seine Veröffentlichungen und Vorträge weit über den forstlichen Bereich hinaus bekannt und geachtet, zählte Kremser zu den profiliertesten deutschen Forstleuten seiner Zeit. Kremser verfügte nicht nur über eine hohe klassisch-humanistische Bildung, sondern schöpfte sein tiefgründiges Wissen auch aus seiner mehr als 4000 Bände umfassenden Privatbibliothek, die viele wertvolle alte Folianten mit Themenschwerpunkten zu Forstwirtschaft, Botanik, Pharmakologie, Geschichte und Philosophie enthielt. Daneben war der Musikliebhaber auch künstlerisch tätig, schnitzte, zeichnete und malte in Holz. Er war ein passionierter Waidmann und galt als ausgezeichneter Kenner der Flechten- und Moosflora.
Kremser, dessen Bibliografie mehr als 150 Titel umfasst (Bücher und Fachartikel), ist vor allem mit forstgeschichtlichen Arbeiten hervorgetreten, so der umfassenden Darstellung Niedersächsische Forstgeschichte (1990). In diesem 965 Seiten starken Werk spannte Kremser den Bogen weit über das Bundesland Niedersachsen und den engeren Bereich der Forstwirtschaft hinaus. Auch der Untersuchung der Forstgeschichte seiner estnischen Heimat hat er sich intensiv gewidmet. Daraus entstand das Standardwerk Epochen der Forstgeschichte Estlands (1998). Die Akademische Forstgesellschaft Estlands hatte ihm bereits während ihrer Hauptversammlung am 13. Mai 1994 die Ehrenmitgliedschaft verliehen. In seiner Geburtsstadt Tartu wird die Erinnerung an Kremser ebenfalls wachgehalten, unter anderem durch die dortige „Akademische Gesellschaft für deutsch-baltische Kultur“. 
Daneben gehörte Kremser zu den Gründungsmitgliedern des Bundes Deutscher Forstleute in Niedersachsen und blieb auch in seinem Ruhestand nach dem Umzug nach Iserlohn Mitglied der Regionalgruppe Hannover im Landesverband Niedersachsen. 
Oberlandforstmeister a. D. Dr. h. c. Walter Kremser starb am 7. November 2000 in Iserlohn. Postum erschienen im Jahr 2003 seine zweisprachig abgefassten Lebenserinnerungen unter dem Titel Metsale pühendatud elu beziehungsweise Ein Leben für den Wald.

## Auszeichnungen
- 1980 – Wilhelm-Leopold-Pfeil-Preis
- 1984 – Verdienstkreuz I. Klasse des Niedersächsischen Verdienstordens
- 1990 – Heinrich-Christian-Burckhardt-Medaille der Forstlichen Fakultät der Georg-August-Universität Göttingen
- 1992 – Ehrendoktorwürde (Doktor honoris causa) der Universität Göttingen
- 1994 – Ehrenmitgliedschaft der Akademischen Forstgesellschaft Estlands

## Schriften (Auswahl)

### Wissenschaftliche Veröffentlichungen
- zusammen mit Hans-Jürgen Otto: Grundlagen für die langfristige, regionale waldbauliche Planung in den niedersächsischen Landesforsten. Aus dem Walde (Heft 20), Hannover 1973.
- Spuren Noë Meurers (1527 – 1583) und einiger süddeutscher Forstordnungen in der welfischen Forstpolitik des 16. und 17. Jahrhunderts. Aus dem Walde (Heft 37), Hannover 1983.
- Die Frühgeschichte des Eichenanbaus in Niedersachsen. Rotenburger Schriften (Heft 61), Rotenburg (Wümme) 1984.
- Niedersächsische Forstgeschichte. Eine integrierte Kulturgeschichte des nordwestdeutschen Forstwesens. Rotenburger Schriften (Sonderband 32), Rotenburg (Wümme) 1990.
- Ausgewählte Schriften. Aus dem Walde (Heft 49), Hannover 1996.
- Epochen der Forstgeschichte Estlands. Tallinn 1998, ISBN 9985-60-465-2.

### Als Herausgeber/Schriftleiter
- Dokumentation der Sturmkatastrophe vom 13. November 1972, (5. Teilbände), Hannover 1977–1980.

### Autobiografisches
- Metsale pühendatud elu / Ein Leben für den Wald. Tartu 2003, ISBN 9949-10-142-5.